# Teaneck
Teaneck is een plaats (census-designated place) in de Amerikaanse staat New Jersey, en valt bestuurlijk gezien onder Bergen County.

## Demografie
Bij de volkstelling in 2000 werd het aantal inwoners vastgesteld op 39.260.

## Geografie
Volgens het United States Census Bureau beslaat de plaats een oppervlakte van
16,2 km², waarvan 15,7 km² land en 0,5 km² water.

## Plaatsen in de nabije omgeving
De onderstaande figuur toont nabijgelegen plaatsen in een straal van 4 km rond Teaneck.

## Geboren
- Ricky Nelson (1940-1985), zanger
- Vince Benedetti (1941), jazzpianist en -trombonist
- Jane Richardson (1941), biofysicus en biochemicus
- Lee Garlington (1953), actrice
- Matt Servitto (1965), acteur
- Giuseppe Rossi (1987), Italiaans voetballer
- Kevin Jonas (1987), lid van de Jonas Brothers
- Christina McHale (1992), tennisster

## Overleden
- Chuck Stewart, (1927-2017), jazz-fotograaf
- Tony Lip (1930-2013), acteur
- Clyde McPhatter (1932-1972), zanger
- William Billy Butler, gitarist